# 猩红杜鹃
猩红杜鹃（学名：Rhododendron fulgens），为杜鹃花科杜鹃花属下的一个植物种。